# نيكولاس كولز
نيكولاس كولز (بالإنجليزية: Nicholas Coles)‏ هو أكاديمي أمريكي، ولد في 1947.